# Boter en Broodhuisje

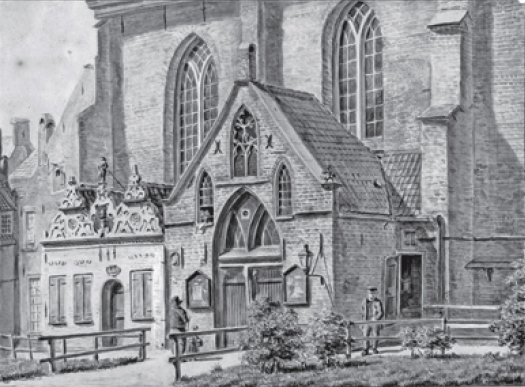
Links met de twee geveltjes het Boter en Broodhuisje bij de Martinikerk in Groningen anno 1837 op een aquarel door Jan Ensing

Het Boter en Broodhuisje was een tegen de zuidzijde van de Groninger Martinikerk aangebouwd gebouwtje voor de armenzorg in de stad Groningen. Het pand werd in 1854 afgebroken, maar na de grote restauratie van de kerk in 1973 weer teruggeplaatst. Anno 2021 houdt de predikant van de kerk er een wekelijks spreekuur, een soort biecht.

## Beschrijving
De voogden van het Armhuiszittend Convent (het Lamme Huiningagasthuis) hadden met de voogden van de Sint-Maartens- en de Sint-Walburgkerk een overeenkomst gesloten betreffende het eigendom van het huisje ten zuiden van de Sint Maartenskerk (= Martinikerk). Het Armhuiszittend Convent deelde op deze plaats elke maandag brood en boter uit aan huiszittende armen.

Tussen de beide geveltoppen van het boterhuisje stond een beeld van een arme oude man met een kelk in zijn hand. Op het gebouw was de volgende tekst te lezen: 
MET ALMISSEN TE GEVEN, GEREGHTIGHEIT TE PLEGEN. DAARNEVEN BEARVE WIJ IN GODT DATH EEWIGE LEVE' „BEDENCK DE ARMEN IN U TESTAMENTEN, WANT GHIJ HEBT GEEN BETER RENTEN"
Het boterhuisje werd al afgebeeld op een stadsplattegrond uit 1616. Tot het begin van de negentiende eeuw vonden hier uitdelingen van brood en boter plaats. In 1854 werd het huisje afgebroken bij een renovatie van de zuidzijde van de Martinikerk. De Groninger tekenaar en schilder Jan Ensing maakte in 1837 zowel een tekening als een aquarel van dit uit het Groninger stadsbeeld verdwenen gebouwtje.